# Acfer 177
Acfer 177 — метеорит-хондрит масою 721 грам.